# Natasha Watley
Natasha Watley, född den 27 november 1981 i Canoga Park, Kalifornien, är en amerikansk softbollspelare.
Hon tog OS-guld i samband med de olympiska softboll-turneringarna 2004 i Aten.
I Peking tog hon även OS-silver fyra år senare.